# Константинович Олександр Петрович
Олекса́ндр Петро́вич Константино́вич (1832, Київ —1903, Київ) — генерал-лейтенант російської армії. Син генерала Петра Христофоровича Константиновича. Брат Ганни Вернадської.

## Біографія
Олександр закінчив Київський Володимирський кадетський корпус. У 1880-х роках Олександр Константинович — генерал-лейтенант.
Від 10(22) жовтня 1878 року до 30 липня (11 серпня) 1883 року — військовий губернатор Тургайської області (адміністративний центр — Кустанай) .
Упродовж 16 років — від 30 липня 1883 року до 4(16) липня 1899 року — губернатор Бессарабії .
1873 року був нагороджений орденом святого Володимира третього ступеня з мечами, 1874 року золотою шаблею з написом «За хоробрість».
Від 1889 року член ради міністрів внутрішніх справ.